# 安德烈娅·洛伊德·柯里
安德烈娅·洛伊德·柯里（英語：Andrea Lloyd Curry，1965年9月2日—），美国女子篮球运动员。她曾获得1988年夏季奥运会女子篮球比赛金牌。她也参加了1985年世界大学生运动会和1987年泛美运动会，也均收获金牌。